# Carex aquatilis
Carex aquatilis Wahlenb. es una especie de planta herbácea de la familia de las ciperáceas.

## Descripción
Hay varias variedades de esta especie, y es algo variable en su apariencia. Produce tallos triangulares que alcanzan alturas de entre 20 centímetros y 1,5 metros, y, en general, no forma grupos como hacen algunos otras especies de juncos. Crece de una densa red de rizomas que produce una alfombra de raíces finas de espesor suficiente para formar césped, e incluye aerénquima para permitir a la planta sobrevivir en los sustratos bajos de oxígeno como el barro pesado. La inflorescencia es un número de espigas con una hoja bracteal en la base que es más larga que la inflorescencia en sí. Los frutos son brillantes aquenios, y aunque de vez en cuando la planta se reproduce por semillas, la mayoría de las veces, se reproduce vegetativamente, a través de la difusión de su rizoma. De hecho, en un año determinado, la mayoría de los brotes no producen flores. Esta planta perenne planta aumenta la altura en 10 años o más y pueden formar la turba cuando su rizoma se descompone, se utilizan a veces para restablecer la vegetación de las zonas donde la turba ha sido retirada.

## Distribución y hábitat
Tiene una distribución circumboreal; se extiende en todo el norte del hemisferio norte, incluidos Inglaterra y Alemania. Crece en muchos tipos de zonas montañosas y árticas del hábitat, incluyendo los bosques templados de coníferas, praderas alpinas, la tundra, y los humedales. Rusticidad USDA: zonas 3b hasta 8a (puede cambiar ligeramente según variedades).

## Taxonomía
Carex aquatilis fue descrita por Göran Wahlenberg y publicado en Kongl. Vetenskaps Academiens Nya Handlingar 24(2): 165. 1803.
Etimología
Ver: Carex
aquatilis; epíteto latino que significa "que vive en el agua".
Taxones infraespecíficos
De todos los descritos, solo está aceptado el siguiente:
- Carex aquatilis var. substricta Kük.[4]

El resto son meras sinonimias de la especie, o bien de otras especies del género.
Sinonimia
- Neskiza aquatilis (Wahlenb.) Raf.
- Vignea aquatilis (Wahlenb.) Rchb.
- Carex stans Drejer

## Nombres comunes
- Juncia de agua o junca de agua.